# 548690 Hazucha
548690 Hazucha este o planetă minoră (asteroid) din centura de asteroizi. A fost descoperită pe 28 octombrie 2010 la Piszkéstetői Obszervatórium⁠(d) de Štefan Kürti⁠(d). 
Obiectul prezintă o orbită caracterizată de o semiaxă mare de 2,7132790480006 UAi, o excentricitate de 0,13329689943127, o înclinație de 6,4565481784775 ° în raport cu ecliptica.